# Nozelos
Nozelos is een plaats (freguesia) in de Portugese gemeente Valpaços en telt 122 inwoners (2001).